# Oxalessigsäure
Oxalessigsäure ist eine Oxodicarbonsäure und als Metabolit des Citratzyklus ein wichtiger Knotenpunkt im Stoffwechsel. Ihre Salze werden Oxalacetate (OA) genannt.

## Vorkommen
Oxalessigsäure kommt in höheren Pflanzen in hohen Konzentrationen vor.

## Eigenschaften
Oxalessigsäure ist als Dicarbonsäure sowohl α- als auch β-Ketosäure und zeigt die Reaktionen beider Stoffgruppen:
- als α-Ketosäure unterliegt sie nukleophilen Angriffen
  - wobei sie durch Transaminierung an C-α in die homologe Aminosäure Asparaginsäure überführt werden kann;
  - in der Startreaktion des Citratzyklus ist Acetyl-CoA durch ihre H-acide Methylgruppe das Nukleophil, wobei Citrat entsteht;

- als β-Ketosäure zeigt sie die Instabilität dieser Substanzklasse und geht durch Decarboxylierung
  - in einer durch das Malatenzym (ME) katalysierten Teilreaktion in Pyruvat (Pyr) oder
  - in einer durch Phosphoenolpyruvat-Carboxykinase (PEPCK) katalysierten Reaktion in Phosphoenolpyruvat (PEP) über; letzteres ist eine wichtige Teilreaktion der Gluconeogenese;
  - ATP-Aufwand ermöglicht umgekehrt auch die Carboxylierung von Pyruvat zu Oxalacetat durch das Biotin-abhängige Enzym Pyruvat-Carboxylase. Dieser Vorgang gilt als wichtigste anaplerotische (d. h. den Citratzyklus auffüllende) Reaktion;

- Oxalacetat kann 2 Reduktionsäquivalente je Mol aufnehmen und (nach Übergang in Malat, Mal) über die Mitochondrien(-innen-)membran transportieren. Beide Transportrichtungen sind möglich:
  - die Reaktionsfolge OA → Mal||Mal → OA führt Reduktionsäquivalente aus dem Cytosol der Atmungskette zu und dient dem ATP-Gewinn;
  - das rückwärtige Durchlaufen derselben Reaktionsfolge transportiert (z. B. bei Citratüberschuss) Reduktionsäquivalente in das Cytosol. Diese können dort in Form von NADPH,H+ zur Synthese von Fetten eingesetzt werden. Für diesen Vorgang steht gleichzeitig das Substrat Acetyl-CoA (aus Citrat) zur Verfügung.

## Glykolyse
Gene, Proteine und Metaboliten sind zu den jeweiligen Artikeln in Wikipedia, WikiPathways oder Entrez Gene verlinkt.